# التهاب وريد الباب
التهاب وريد الباب (بالإنجليزية: Pylephlebitis)‏ يسمى أيضاً التهاب الوريد الباب الخثري الانتاني، هي حالة نادرة واختلاط خطير للانتان داخل البطن أو الحوض من أي مُسببٍ كان فيه يحدث التهاب الوريد الباب الخثري أو أحد فروعه لسبب انتاني.  كان التهاب الوريد الخثري يعد من الأمراض القاتلة على مستوى العالم في مرحلة ما قبل البدء باستخدام المضادات الحيوية، ولكن تقدم تكنولوجيا التصوير الطبي قد ساعد في كشف المرض وتشخيصه باكرًا وقد يتداخل هذا المرض مع العديد من الأمراض الناجمة عن انتان الجراثيم متعددة الانواع ويتوجب على الطبيب المعالج أن يأخذ بعين الاعتبار المضاعفات التي قد يسببها هذا المرض ومنها ماهو كارثي مثل انسداد الأمعاء الدقيقة والخراجات في الكبد بالإضافة للصمات الرئوية 

## الأسباب
عادةً أي إنتانٍ يصيب البطن أو الحوض وخاصةً الأحشاء التي تصرِّف عبر الجهاز الوريدي البابي قد تختلط بالتهاب الوريد البابي، ففي أوائل القرن العشرين كان التهاب الزائدة الدودية هو السبب الرئيس لهذا المرض ولكن حاليا وبسبب شيوع المضادات الحيوية، أصبحت نادرًا ما تحدث، حاليًا المسبب الرئيس للمرض هو التهاب الرتوج وإضافةً لذلك وبشكل أقلَّ شيوعًا هناك العديد من الالتهابات الأخرى التي تؤهب لحدوثه مثل الداء الأمعاء الالتهابي، والتهاب البنكرياس والتهاب المعدة والأمعاء، والتهاب الطرق الصفراوية، ومرض القرحة الهضمية، والتهاب الصفاق، وخراج الكبد، والعدوى بالأميبا، بالإضافة لحالات قثطرة الوريد السري، وهجرة حلقة المعدة القابلة للتعديل.

## الوبائيات
نظرًا لندرة هذا الحالة، فإن الإحصائيات الوبائية المتاحة قليلة. من مقال قام بمراجعة 100 تقرير حالة من عام 1971 إلى 2009، كانت الفئة العمرية تتضمن مرضى في سن 20 يومًا وحتى 77 عامًا، مع متوسط عمري قدره 42.3 عامًا. ليس واضحًا ما إذا كان هناك تفوق لجنس معين في هذه الحالة.

## الفيزيولوجيا المرضية
تلك الاوعية الصغيرة التي تكون على تماس مع بؤرة الانتان ثم يبدأ الانتان بالانتقال من الاوردة الأصغر الى الوريد البابي ثم وفي حالات قليلة ينتقل الإنتان الى الأوردة المساريقية وعندما يحدث ذلك فإنه يتسبب بحدوث إقفار معوي يؤدي للوفاة إذا لم يكتشف باكرًا.
في دراسة شملت 100 حالة، تم التعرف على ميكروب في 92% من الأحيان من خلال زرع الدم، عينة من الأنسجة، خراج الكبد، أو شفط الوريد البابي. كانت العدوى في كثير من الأحيان متعددة الكائنات، وكانت الكائنات الأكثر شيوعًا تشمل أنواعًا من Bacteroides، وEscherichia coli، وأنواعًا من Streptococcus.

## الأعراض
على الرغم من عدم وجود أعراض مميزة ومحددة للمرض، إلا أن الأعراض الشائعة التي يَأتي بها المرضى الذين يعانون من التهاب الوريد البابي تشمل التعب، والحمى، وآلام البطن، والغثيان، والقيء، والإسهال، وفقدان الوزن. كما ويمكن العثور على نتائج مهمة في الفحص الطبي، ورغم أنها ليست دائماً موجودة، تشمل إيلامًا في البطن، وتضخم الطحال، وتضخم الكبد، الحبن، واليرقان، الذي يُرى عادة في حالة انتشار الإصابة بالكبد.

## التشخيص
تشير الدراسات المخبرية عادةً إلى وجود كثرة الكريات البيض في المراحل الأولى، ولكن قد تصادف بعض الحالات قلة الكريات البيض أو تعدادًا طبيعياً. التحاليل الكيميائية غير الطبيعية للكبد، بما في ذلك ارتفاع مستويات الفوسفاتاز القلوي، وAST، وALT، وجاما-جلوتاميل ترانسفيريز، تظهر عند معظم المرضى، وعادةً دون زيادة متزامنة في مستويات البيليروبين ما لم تكن هناك إصابة واسعة في الكبد.
لا توجد حاليًا معايير تشخيصية لالتهاب الوريد البابي. وبناءً على ذلك، يتم تشخيص المرض عادة بعد أن تُظهِر الصور التشخيصية خثرة في الوريد البابي في مريض يعاني من التسمم الدموي وتاريخ سريري يتناسب مع التهاب الوريد البابي. يجب أن يتم ملاحظة أن وجود جلطة وحدها لا يكفي لتشخيص التهاب الوريد البابي.
يتيح كل من التصوير بالتصوير المقطعي وتخطيط الصدى الدوبلري الملون القدرة على إظهار جلطة في الوريد البابي. ومع ذلك، قد يكون التصوير بالتصوير المقطعي أكثر فعالية نظرًا لإمكانية اكتشاف المضاعفات، بما في ذلك خراجات الكبد والإقفار المعوي .
في دراسة واحدة، كانت التصوير بالتصوير المقطعي والأمواج فوق الصوتية هما أكثر وسائل التصوير استخدامًا، ولكن تضمنت وسائل التصوير الأخرى الأقل استخدامًا الرنين المغناطيسي والتصوير المقطعي بالإصدار البوزتروني. في وقت سابق، تم تشخيص مجموعة فرعية من المرضى أثناء التشريح، ولكن تقنيات التصوير المتقدمة قد ساعدت في تسهيل التشخيص في وقت أبكر.

## العلاج
حجر الأساس في علاج التهاب الوريد الباب هو اختيار نظامٍ مناسب من المضادات الحيوية مع العلم بأن العدوى غالبًا ما تكون متعددة الميكروبات وتسببها غالبًا باكتيريا سالبة غرام. لم يتم إجراء أي تجارب سيطرة عشوائية لتقييم نظم المضادات الحيوية التجريبية، وتشدد العديد من الدراسات على ضرورة التغطية الواسعة الطيف حتى في حالة عدم وجود إصابة بكتيرية في الدم.
عندما تصبح نتائج التحاليل والدراسات التجريبية متوفرة، يجب تضييق نطاق المضادات الحيوية وفقًا لها. في البداية، يجب إعطاء المضادات الحيوية عبر الطريقة الوالدية، ولكن في النهاية، يمكن النظر في التحول إلى الطريقة الفموية. المدة النموذجية لاستخدام المضادات الحيوية هي حوالي أربعة إلى ستة أسابيع، ولكن يُنصح بالتشاور مع أخصائي أمراض المعدة.
في الوقت الحالي، لا يوجد توافق واضح حول دور مضادات التجلط في التهاب الوريد البابي، وذلك أساسًا بسبب قلة التجارب السيطرة العشوائية ونقص البيانات عالية الجودة. في مراجعة واحدة لـ 100 حالة، تلقى 35 مريضًا مضادات التجلط بالإضافة إلى المضادات الحيوية، مقارنة بتلقي المضادات الحيوية وحدها، ولوحظ معدل وفيات أقل. في مراجعة منفصلة لـ 44 حالة، لوحظت نتيجة مماثلة مع وفيات أقل في المجموعة التي تلقت مضادات التجلط.
نظرًا لنقص الأدلة ذات الجودة العالية، من المعقول النظر في استخدام مضادات التجلط في حالة المريض الذي يعاني من ورم ما، أو تخثر الدم الوراثي، أو امتداد الجلطة إلى الأوردة المساريقية. يجب أيضًا النظر في استخدام مضادات التجلط عندما يكون التسمم الدموي ناجمًا عن نوع من أنواع بكتيريا البكترويد، حيث يحمل سطح هذا النوع من البكتيريا مكونات تعزز تجلط الفيبرين بالإضافة إلى القدرة على إفراز إنزيمات تحلل الهيبارين. مع زيادة كمية الجلطة، يمكن النظر في علاج تحلل الجلطة، ولكن لا توجد أدلة واضحة على فعاليته.

## التشخيص التفريقي
تشمل التشخيص التفريقي لالتهاب الوريد البابي بشكل رئيسي أسباباً أخرى لالتهاب الوريد البابي غير المعدية، وتتضمن ذلك:
1. الأورام (السرطان): يمكن أن تكون الأورام في الجسم، خاصة في المنطقة المجاورة للوريد البابي، سبباً لالتهاب الوريد البابي.
2. تفاقم تليف الكبد: في حالة تليف الكبد المتقدم، يمكن أن يحدث التهاب الوريد البابي.
3. تخثر الدم الوراثي: حالات التخثر الوراثي يمكن أن تسبب تكوين الجلطات في الأوعية الدموية، بما في ذلك الوريد البابي.
4. أمراض النسيج الضام: بعض الأمراض التي تؤثر على الأنسجة الضامة، مثل مرض الذئبة الحمامية الجهازية، يمكن أن تؤدي إلى التهاب الوريد البابي.

هذه الحالات يمكن أن تكون جزءًا من التشخيص التفريقي لحالات التهاب الوريد البابي، ويعتمد العلاج على التشخيص الدقيق والأسباب الأساسية للالتهاب.

## الإنذار
في مراجعة لتقارير الحالات، كان معدل الوفيات 75% قبل عام 1990 مقارنة بمعدل وفيات 25% في الحالات بعد عام 1990. على الرغم من اكتشاف التهاب الوريد البابي بشكل أكثر فاعلية من خلال التقدم في تكنولوجيا التصوير وعلاجه باستخدام مضادات حيوية حديثة، فإن التشخيص لا يزال يحمل معه معدل وفاة يعتبر ملحوظًا، كما هو موثق في العديد من الدراسات والذي يتراوح بين 11% إلى 32%.

## المضاعفات
يُعتبر التهاب الوريد البابي نفسه مضاعفة لعملية الالتهاب أو العدوى المحفزة، ولكن التعقيدات التالية تشمل تخثر الدم المزمن، وامتداد الجلطة إلى أحد الأوردة المساريقية، وإقفار الأمعاء، وخراج الكبد، ونخر الكبد، وتنخر الطحال، والوفاة. أشارت إحدى مراجعات لـ 95 حالة إلى وجود معدل إجمالي لحدوث المضاعفات بنسبة 20%.